# 长吻施氏鳐
长吻施氏鳐（学名：Springeria longirostris），為軟骨魚綱鰩目無鰭鰩科的一種。分布於中西大西洋密西西比河三角州外海與墨西哥海域，深度530至1052公尺，體長可達75公分，棲息在深海沙泥底質海域，為底棲性魚類，屬肉食性，生活習性不明。